# Nordandenhirsch
Der Nordandenhirsch (Hippocamelus antisensis), auch Peruanischer Huemul, Taruka oder Nördlicher Andenhirsch genannt, ist eine mittelgroße Art aus der Familie der Hirsche, die in den südamerikanischen Anden verbreitet ist. Tarukas erreichen eine Schulterhöhe von 69 bis 80 cm und ein Gewicht von 45 bis 65 Kilogramm. Die IUCN hat die Art als gefährdet eingestuft.

## Beschreibung
Tarukas sind mittelgroße, stämmige Hirsche, die ein Gewicht von 46 bis 60 Kilogramm sowie eine Schulterhöhe von 69 bis 80 Zentimeter erreichen können. Die Kopf-Rumpf-Länge beträgt zwischen 140 und 165 Zentimeter. Weibliche Exemplare sind gewöhnlich etwas kleiner und leichter. Das Fell ist grob und weist normalerweise eine sandgraue bis gräulich braune Färbung auf. Das Deckhaar erscheint sehr dick und im letzten Drittel gebändert. Unter dem Deckhaar befindet sich eine dicke weiße Wolle.
Das Gesicht weist charakteristische schwarze Zeichnungen auf, die sich von Individuum zu Individuum unterscheiden. Tarukas besitzen eine sehr große Vorderaugendrüse. Die Kopfunterseite ist weiß gefärbt. Die Ohren sind lang und spitz und gräulich braun gefärbt. Die äußeren Ränder der Ohren weisen einen dunkleren Ton auf. Die Innenseite der Ohren hingegen ist braun mit einer weißlichen Behaarung entlang der Innenkante. Die Halsunterseite ist bis zum Brustansatz mit weißem Fell bedeckt, die Oberseite und das Rückenfell sind gräulich braun. Der hintere Rücken ist dunkler gefärbt, und der Schwanzansatz variiert in der Färbung von braun zu dunkelbraun. Die Unterseite des Rumpfes ist dunkelbraun von der Brust bis zum Abdomen. Die Innenseite der Beine hingegen ist weiß. Die Beine sind kurz, was als Anpassung an die felsige Umgebung und die steilen Hänge interpretiert werden kann. Die Färbung des so genannten Spiegels ist weiß, was die Signalwirkung bei der Flucht unterstreicht. Die Unterseite des Schwanzes ist ebenfalls weiß, an seiner Spitze sitzen lange weiße Haare. Das Geweih, das nur die männlichen Hirsche tragen, ist nahe der Basis einfach gegabelt und misst bis zu 27 Zentimeter.

## Lebensraum
Der Nordandenhirsch besiedelt die Hänge der Anden vom Nordperu bis in den Norden von Argentinien. Die Tiere halten sich für gewöhnlich in Gruppen oberhalb der Baumgrenze an steinigen Berghängen auf, welche von Felsnasen und einer Vegetation geprägt sind, wie sie für das Grasland typisch ist, und den nahen Zugang zu Wasser bieten – normalerweise kleine Schluchten, Lagunen oder Marschen. Als Tiere des Hochgebirges finden sich Tarukas in Höhenlagen von 2000 bis 4000 Metern, in einigen Teilen des Verbreitungsgebietes steigen sie während des Sommers auch bis auf eine Höhe von 5000 Metern. Sie bewohnen sowohl die Ostseite der Anden mit vorwiegend feuchtem Wetter als auch die klimatisch trockenere Westseite des Gebirges.

## Verbreitung und Gefährdung

Verbreitungsgebiet des Nordandenhirsches

Das Verbreitungsgebiet der Tarukas reicht von Peru und Bolivien bis in das nördliche Chile und den Nordwesten von Argentinien. Dies entspricht weitestgehend dem historischen Verbreitungsgebiet, allerdings ist die Population im gesamten Verbreitungsgebiet stark fragmentiert. Insbesondere an den nördlichen bzw. südlichen Enden des Verbreitungsgebietes sind die einzelnen Populationen stark zersplittert und voneinander isoliert.
Tarukas kommen in über das Verbreitungsgebiet verstreuten Populationen vor, die sich untereinander nur in dünnen Kontaktgebieten überschneiden. Die Spezialisierung auf bestimmte Habitate trägt zu dieser Fragmentierung bei. In manchen Teilen des Verbreitungsgebietes sind diese Habitate voneinander isoliert und durch dicht besiedelte Gebiete voneinander getrennt. Die räumliche Ausbreitung der Population in Chile ist klein, und diese scheint von der bolivianischen Population isoliert zu sein. Es handelt sich wahrscheinlich um einen Ausläufer der südperuanischen Population.
Schätzungen von 2008 zufolge beläuft sich der Bestand des Nordandenhirsches auf ca. 12.000 – 17.000 Exemplare. Die einzelnen Populationen umfassen gewöhnlich weniger als tausend Individuen. Die zunehmende Fragmentierung der Habitate stellt dabei eine ernstzunehmende Bedrohung für die Bestände dar, die in weiten Teilen des Verbreitungsgebietes seit Jahrzehnten rückläufig sind. Weitere Bedrohungen sind u. a. die Konkurrenz mit Nutzvieh, die anhaltende Zerstörung der Habitate, Jagd und Prädation durch Haushunde. In Bolivien werden die Geweihe nach wie vor in der traditionellen Medizin verwendet, um Krankheiten wie Fazialisparese zu heilen, und das getrocknete Fleisch der Tiere wird von der Landbevölkerung gegessen.
Ebenso wie der nahverwandte Südandenhirsch gilt der Taruka als bedroht und ist im Anhang I des CITES-Abkommens gelistet. Die IUCN führt den Taruka als gefährdet (vulnerable).

## Verhalten
Einzelne Tarukas besitzen feste Streifgebiete, leben während des Jahres zumeist in gemischten Gruppen mit bis zu 31 Individuen, deren Streifgebiete sich überschneiden. Die Gruppen bestehen aus erwachsenen Männchen, Weibchen, Jährlingen und Kitzen. Die Zusammensetzung der Gruppen variiert im Verlauf mehrerer Tage. Aufgrund der festen Streifgebiete finden jedoch zumindest saisonal immer dieselben Tiere zusammen.
Von Januar bis April, wenn die Kitze geboren werden überwiegen gleichgeschlechtliche Gruppen. Die Führung der Gruppe übernimmt normalerweise ein Weibchen, das der Gruppe vorangeht, während ein großes Männchen immer das letzte Tier in der Gruppe ist. Auf der Flucht teilt sich das Rudel in mehrere kleinere Einheiten oder flieht geschlossen in einer Linie, wobei die Jungtiere sich dicht an adulte Männchen halten.
Tarukagruppen steigen gewöhnlich während des Tages in größere Höhen, wo sie sich vornehmlich von dikotylen Pflanzen, die in Felsspalten wachsen, ernähren. Am späten Nachmittag oder Abend steigen sie wieder auf niedrigere Höhen herab, wo sie die Nacht verbringen. In Gegenden mit Landwirtschaft gehören auch Mais, Kartoffelsprossen und Gerste zu der bevorzugten Nahrung der Tarukas.
Die Männchen werfen ihre Geweihe im September ab, stehen aber bereits im Dezember wieder im Bast, und im Februar sind die Geweihe voll ausgeprägt und der Bast gefegt. Während der Brunftzeit, die ihren Höhepunkt im Juni während der Trockenzeit erreicht, versucht das Männchen das Weibchen durch Lecken oder Anstupsen der Vulva zu stimulieren. Nach der Paarung beträgt die Tragezeit circa 240 Tage, so dass die Hirschkuh zwischen Januar und März während der Regenzeit zumeist ein einzelnes Kalb zur Welt bringt. Dies hat den Vorteil, dass in dieser Zeit Nahrung im Überfluss vorhanden ist. Die für einen Hirsch von der Größe eines Taruka lange Tragezeit wird auf die kalte Umgebung und den geringen Nährwert der Nahrungsressourcen zurückgeführt.

## Zoologische Gärten
Wenige zoologische Gärten außerhalb des natürlichen Verbreitungsgebietes haben jemals Tarukas gehalten, obwohl die Tiere sich auch in Gefangenschaft gut vermehren. Die größte Anzahl von Tieren in Gefangenschaft befand sich im Zoologischen Garten Berlin. In den Jahren zwischen 1889 und 1902 sowie zwischen 1931 und 1941 hielt der Zoo Berlin Tarukas. Im Zeitraum von zehn Jahren wurden mindestens 12 Jungtiere geboren, jedoch überlebten die Berliner Tarukas den Zweiten Weltkrieg nicht.